# Sat.1 emotions

Logo von Sat.1 emotions HD

Sat.1 emotions ist ein deutscher Pay-TV-Sender der ProSiebenSat.1 Media SE, der am 3. Mai 2012 um 20:15 Uhr auf Sendung gegangen ist. Sat.1 emotions ersetzt den bis dahin vorhandenen Sender Sat.1 Comedy. Neben Sat.1 emotions betreibt die ProSiebenSat.1 Media SE zudem noch die beiden Pay-TV-Sender Kabel Eins Classics und ProSieben Fun.
Sat.1 emotions sendet ein 24-Stunden-Programm, mit Schwerpunkten auf deutschen Daily Soaps, Serien und Spielfilmen, an manchen Tagen werden aber auch internationale Filme und Serien gezeigt.
Am 27. März 2019 hat Sat.1 emotions ein neues Logo und ein neues Senderdesign eingeführt.

## Programm
Das Programm von Sat.1 emotions wird durch durchgehende Telenovelas wochentags in der Daytime und klare Thementage in der Primetime strukturiert. Jeden Montag und Freitag ab 20:15 Uhr werden deutsche und internationale Spielfilme und TV-Movies, wie Die Säulen der Erde und Club der Cäsaren, ausgestrahlt. Dienstags (Krimi: Der letzte Bulle, Der Cop und der Snob), mittwochs (Medical Mittwoch: Klinik am Alex, Dr. Molly & Karl) und donnerstags (Powerfrauen: Danni Lowinski, Knallerfrauen) werden thematisch passende Serien gezeigt.
Am Wochenende werden in der Primetime jeweils drei Folgen von Pastewka und Ladykracher gezeigt.

## Empfang
Sat.1 emotions ist in Deutschland, Österreich und der Schweiz über Kabel und IPTV, sowie in Österreich zudem via Satellit, abhängig vom Kabelnetzbetreiber in SD und/oder HD, zu empfangen.
Bis zum 30. Juni 2016 war Sat.1 emotions auch über die Satellitenplattform Sky zu empfangen. ProSiebenSat.1 und Sky beendeten ihre Zusammenarbeit aufgrund unterschiedlicher strategischer Ausrichtungen.
Da Teleclub das Signal von Sky bezog und der einzige Schweizer Anbieter war, ist Sat.1 emotions zurzeit in der Schweiz nicht empfangbar.
| Deutschland          | Österreich      |
| -------------------- | --------------- |
| waipu.tv             | HD Austria      |
| Vodafone             | A1              |
| MagentaTV            | Magenta Telekom |
| NetCologne           | Drei TV         |
| Prime Video Channels |                 |
| Zattoo               |                 |
| Joyn                 |                 |

## Senderlogos

Logo von Sat.1 Comedy (Vorgänger von Sat.1 emotions)
Ehemaliges Logo von 3. Mai 2012 bis 30. November 2016
Ehemaliges HD-Logo von 2012 bis 30. November 2016
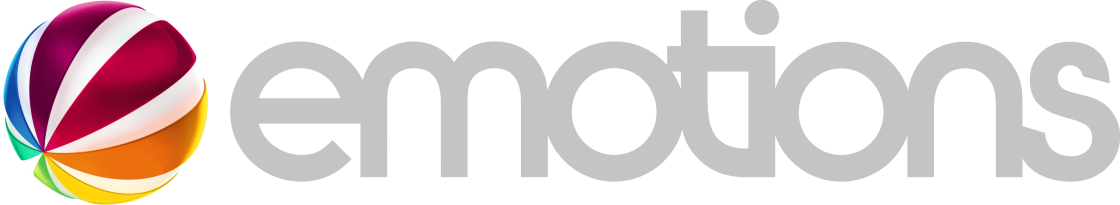
Logo von Sat.1 emotions bis zum 26. März 2019
Logo von Sat.1 emotions seit 27. März 2019
Logo von Sat.1 emotions HD seit 27. März 2019